# Сліпуноподібні
Сліпуноподібні (Scolecophidia) — інфраряд неотруйних змій підряду Змії ряду Лускаті. Має надродину Сліпунові, в яку входять 30 родів та 352 види.

## Опис
Загальна довжина представників цього інфраряду коливається від 5 до 97 см. Голова невелика, пласка, має великі щитки, які пристосовані для риття ґрунту. Очі у більшості атрофовані (лише у представників роду Gerrhopilus вони розвиненіші), у низки видів закриті щитками або шкірою, скрізь яку проглядають у вигляді темних плям. Рот знаходиться ближче до черева. Тулуб тонкий, хробакоподібний, стрункий. У деяких видів довжина тулуба до 60 разів перевищує ширину. Структура скелету та внутрішніх органів досить примітивна, мало розвинена або атрофована. Зуби мають лише окремі види. Хвіст зазвичай куций.
Забарвлення спини коричневе, сіре, оливкове, чорне, може бути зі смугами різної кількості, розташування та ширини. Черево біле, кремове, жовтувате.

## Спосіб життя
Полюбляють лісисті місцини, савани, луки. Значну частину життя проводять під землею. Активні вночі. харчуються переважно безхребетними, їх личинками або яйцями.
Це яйцекладні змії. Самиці відкладають від 2 до 60 яєць. Деякі види розмножується партеногенетично.

## Розповсюдження
Мешкають на усіх континентах, окрім Антарктиди. Втім у Європі ареал обмежено південною частиною, а в Азії — південною та південно-східною.

## Родини
- Американські сліпуни
- Стрункі сліпуни
- Сліпуни
- Gerrhopilidae
- Xenotyphlopidae